# 알렉세이 우르마노프
알렉세이 예브게니예비치 우르마노프(러시아어: Алексей Евгеньевич Урманов, 1973년 11월 17일 ~ )는 러시아의 피겨 스케이팅 선수였고 현재 스케이트 코치이다. 그는 1994년 올림픽에서 우승했고, 1993년 세계 선수권 대회에서 동메달을 획득했다.

## 생애 및 선수 경력
우르마노프는 소련 레닌그라드에서 태어났고, 4세때 스케이트를 배우기 시작했다. 소련의 붕괴 이후, 우르마노프는 러시아에서 활약하기로 결정했다. 1991년에, 그는 유럽 선수권 대회에서 쿼드 러플 점프를 실시할 수 있는 최초의 스케이트 선수가 되었다. 그는 1992년 동계 올림픽에서 5위를 했다. 그는 1993년 세계 선수권 대회에서 동메달을 획득했다. 그는 1994년 릴레함메르 동계 올림픽에서 금메달을 획득했다. 우르마노프는 경쟁력 순위를 유지하기로 결정했다.